# Blakea gracilis
Blakea gracilis är en tvåhjärtbladig växtart som beskrevs av William Botting Hemsley. Blakea gracilis ingår i släktet Blakea och familjen Melastomataceae. Inga underarter finns listade i Catalogue of Life.